# 류진 (2000년)
류진(2000년 10월 7일 ~ )은 대한민국의 가수, 작곡가다.

## 학력
- 동아방송예술대학교 작곡전공

## 방송
- 포커스 : Folk Us (2020) - Top41(30위)
- 싱어게인2 (2021) - Top26

## 수상
- 2019 네이버 그라폴리오 크리스마스 캐럴 편곡 공모전 #4 당선 (A gift in the socks)
- 2019 네이버 그라폴리오 하반기 창작지원 프로젝트 당선 (사보이 가알)
- 2017 네이버 그라폴리오 Teenager 작곡공모전 #2 당선 (벚꽃나비)
- 2017 네이버 그라폴리오 Teenager 작곡공모전 #1 당선 (Blue Hawai)

## 기타
- 줍에이 - 주르륵 (2021) 작곡, 편곡, 연주